# Eric Wilkman
Eric Alruni Wilkman, född 30 juli 1892 i Helsingfors, död 22 juli 1973, var en finländsk sångare och skådespelare.
Wilkman var son till Karl Fredrik Wilkman och dennes svenska maka Erika, född Sipilä. Wilkman studerade vid Svenska handelshögskolan i Helsingfors och verkade därefter som affärsman i Sankt Petersburg. Han tvingades lämna Ryssland i samband med ryska revolutionen. Han bedrev sångstudier i Italien 1919–1922 samt i Paris 1926, 1927 och 1929. Wilkman verkade som operasångare vid Finlands nationalopera 1923–1925 samt 1942 och vid Svenska Teatern i Helsingfors 1925–1930.
1930 flyttade han till Sverige och blev svensk medborgare 1936. Han arbetade vid Odeon Operetten i Stockholm 1931–1933 och uppträdde vid flera teatrar i Stockholm, Malmö, Oslo, Trondheim och Helsingfors. På 1930-talet turnerade han i folkparkerna och på den svenska landsbygden. 1936–1939 arbetade han vid Göteborgs Lyriska Teater och var under vinterkriget anställd vid finska konsulatet i Göteborg. Efter kriget fortsatte Wilkman sitt turnerande och uppträdde vid välgörenhetskonserter i förmån för Finska Krigsinvalidernas brödraförbund och Finlands Röda Kors.
Wilkman gjorde åren 1929–1934 28 skivinspelningar med bland annat Gösta Jonsson och dennes orkester. Eric Wilkman är begravd på Sandudds gamla begravningsplats i Helsingfors.